# Trêve de Tours
Cusset (1440) Londres (1474)
La trêve de Tours fut conclue en 1444 au château de Montils-les-Tours entre le royaume de France et le royaume d'Angleterre. Elle mit fin temporairement aux hostilités de la guerre de Cent Ans. 
La délégation anglaise était conduite par William de la Pole, comte de Suffolk. Jean de Dunois, comte de Longueville et Louis de Beaumont conduisaient la délégation française. 
Les fêtes et les banquets terminés, les négociations commencèrent aussitôt. Dunois et Louis de Beaumont représentant le roi de France Charles VII à ces négociations acceptèrent de remettre aux Anglais la Guyenne, le Quercy, les villes de Calais et de Guînes sous une seule condition : que Henri VI d'Angleterre se reconnaisse vassal du souverain français pour ses possessions détenues en France.
Les conditions anglaises étaient les suivantes : l'abandon par la France de la Guyenne et de la Normandie, et la jouissance de la pleine souveraineté anglaise sur ces deux possessions.
Ne pouvant parvenir à un accord, ils décidèrent de conclure une trêve et d'unir le roi d'Angleterre Henri VI à Marguerite d'Anjou, la fille de René d'Anjou, une princesse de la maison de Valois. 
Les divers arrangements concernant ce mariage conclus, l'acte connu sous le nom de traité de Tours fut signé par les deux partis le 28 mai 1444. À vrai dire, il ne s'agissait que d'une trêve commençant le 1er juin 1444 et se terminant le 1er avril 1446. 
Cette trêve comportait une clause où il était mentionné que Charles d'Anjou recouvrait les places du Maine détenues par les Anglais.
L'année suivante, 1445, voit la création par Charles VII, aidé d'Arthur III de Bretagne, connétable de Richemont, de la 1re armée professionnelle, les compagnies d’ordonnance, mettant fin aux Écorcheurs et aux Routiers.